# Namli
Namli fou un estat tributari protegit, una thikana a les Províncies Centrals a Malwa centrada en la fortalesa de Namli (Namligarh). Era feudataria dels rages de Ratlam i fou donada en feu als chauhans sanchora de Panched; després Raja Man Sing de Ratlam la va cedir al chauhan songara Bhopat Singh, que el va servir militarment i va adquirir Namli, Dhanasuta, Kamed, Sakrauda i Kotdi; tota la família va destacar en les batalles i alguns van morir i els songares van rebre jagirs i foren nomenats thakurs (1783). Kishor Singh va rebre Kandarwasa, i altres van rebre Jhar, Sandala, Arjala, Umran, Nalkoi, Jarkhedi i Pipal Khunta, i els pobles de Bajeda i Bhadwasa i es van formar branques secundàries de la nisssaga; la branca sènior de Namli va agafar el nom de Patvighar. Estava formada per 6 pobles.

## Llista de thakurs de Namli, després Patvighar
- Thakur BHOPAT SINHJI 1726-1748
- Thakur TEJ SINHJI (fill) 1748-1801 (+ a la batalla d'Hara Naru)
- Thakur GAJ SINHJI (fill) 1801-1806
- Thakur FATEH SINHJI (fill?) 1806-1826
- Thakur TAKHAT SINHJI (fill) 1826-1898
- Thakur AMAR SINHJI (fill) 1898-1916
- Thakur MANMAHIPAL SINHJI (fill) 1916-1948
- Thakur NARENDRA SINHJI (fill) 1948